# گریگوری مالیکی
گریگوری مالیکی (انگلیسی: Grégory Malicki؛ زادهٔ ۲۳ نوامبر ۱۹۷۳) بازیکن فوتبال اهل فرانسه است.
از باشگاه‌هایی که در آن بازی کرده‌است می‌توان به باشگاه فوتبال دیژون، باشگاه فوتبال لیل، باشگاه فوتبال آنژه، و باشگاه فوتبال رن اشاره کرد.